# Гурбан, Йозеф Милослав
Йозеф Милослав Гурбан (словац. Jozef Miloslav Hurban; 19 марта 1817, Бецков — 21 февраля 1888, Глбоке у Сеницы) — словацкий политик, писатель, философ и лютеранский священник. Ключевая фигура восстания 1848 года в Словакии.

## Биография
Родился в семье лютеранского священника. С 1835 года принимал участие в патриотическом движении словаков. В 1840 году окончил лютеранский лицей в Братиславе, где познакомился с Людовитом Штуром. 

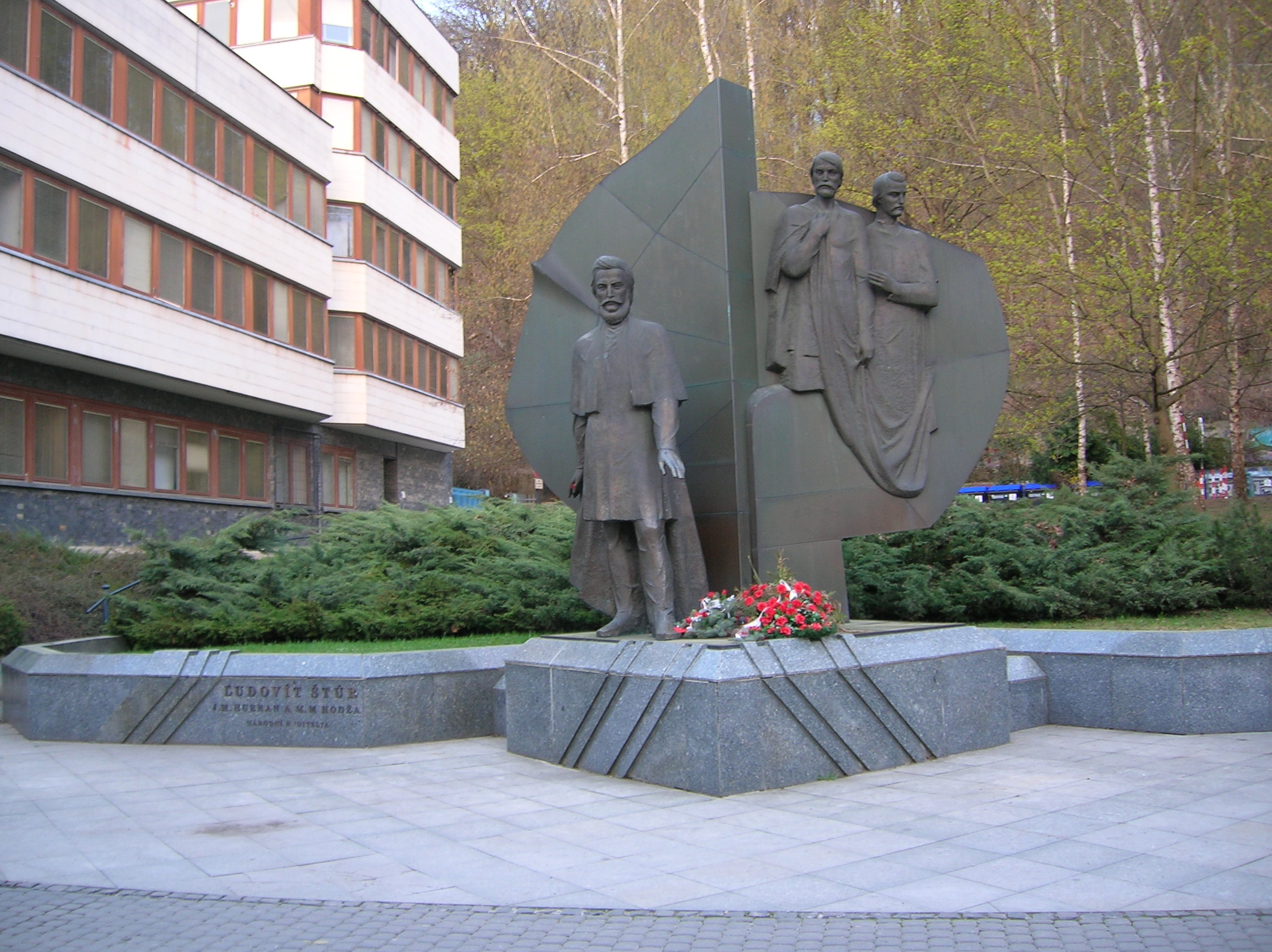
Памятник словацким народным будителям в г. Тренчине

После учёбы стал священником в Брезовой-под-Брадлом. В 1842—1877 годах издавал альманах «Нитра». В 1843 году вместе с Михалом Годжей и Людовитом Штуром в Глбоком кодифицировали новый вариант литературного словацкого языка. В 1848—1849 годах активно участвовал в революции, был репрессирован. В 1861 году был одним из основателей Словацкой Матицы.
Йозеф Милослав Гурбан — издатель первой книги на штуровском варианте словацкого литературного языка. Вместе с Людовитом Штуром и Михалом Милославом Годжей кодифицировал словацкий литературный язык, в основу которого лёг среднесловацкий диалект. Именно этот язык стал основой современного литературного словацкого языка.
Его сыном был Светозар Гурбан-Ваянский — словацкий писатель, поэт, прозаик и публицист.